# Condado de Madison (Virginia)
El condado de Madison (en inglés: Madison County), fundado en 1792, es uno de 95 condados del estado estadounidense de Virginia. En el año 2000, el condado tenía una población de 12,520 habitantes y una densidad poblacional de 15 personas por km². La sede del condado es Madison.

## Geografía
Según la Oficina del Censo, el condado tiene un área total de 834 km² (322 mi²), de la cual 831 km² (320,8 mi²) es tierra y 1 km² (0,4 mi²) (0.11%) es agua.

### Condados adyacentes
- Condado de Page (noroeste)
- Condado de Rappahannock (norte)
- Condado de Culpeper (este)
- Condado de Orange (sureste)
- Condado de Greene (suroeste)

## Demografía
Según la Oficina del Censo en 2000, los ingresos medios por hogar en el condado eran de $39,856, y los ingresos medios por familia eran $44,857. Los hombres tenían unos ingresos medios de $30,805 frente a los $24,384 para las mujeres. La renta per cápita para el condado era de $18,636. Alrededor del 9.60% de la población estaban por debajo del umbral de pobreza.

## Localidades
- Syria (no incorporado)
- Madison